# Священная конгрегация индульгенций и священных реликвий
Священная Конгрегация индульгенций и священных реликвий (лат. Congregatio indulgentiarum et sacrarum reliquiarum) — упразднённая конгрегация Римской курии.

## История
Священная Конгрегация индульгенций и священных реликвий, возникла достаточно давно, но статус Конгрегации получила в XVI веке. Перед ней была поставлена задача для руководства предоставлением проверки подлинности мощей, по воле Святого Престола, и индульгенций в различных церквях, на различных празднествах. 
Первая функция была особенно важной, особенно когда достоверность некоторых реликвий была необходима для ведения дела в суде, и по этой причине Священная Конгрегация обладала своими богословами и археологами (в основном иезуитами или капуцинами) для решения самых сложных вопросов.
Священная Конгрегация индульгенций и священных реликвий была упразднена Папой римским Бенедиктом XV в 1917 году, в связи с реорганизацией Римской курии, а её функции были переданы в Апостольскую Пенитенциарию.

## Префекты Священной Конгрегации
- кардинал Лодовико Пико делла Мирандола — 1 января 1724 — 10 августа 1743;
- кардинал Раффаэле Козимо де Джиролами — 23 сентября 1743 — 21 февраля 1748;
- кардинал Хоакин Фернандес де Портокарреро — 21 марта 1748 — 22 июня 1760;
- кардинал Николо Мария Антонелли — 22 июня 1760 — 25 сентября 1767;
- кардинал Людовико Калини — октябрь 1767 — 9 декабря 1782;
- кардинал Антонио Эудженио Висконти — 9 декабря 1782 — 4 марта 1788;

...
- кардинал Диего Иннико Караччоло — 23 декабря 1801 — 14 декабря 1818;
- кардинал Бенедетто Наро (29 ноября 1818 — 10 февраля 1821);
- кардинал Джорджо Дориа Памфили — 10 февраля 1821 — 1 октября 1826;
- кардинал Антонио Мария Фрозини — 1 октября 1826 — 8 июля 1834;
- кардинал Луиджи дель Драго — 19 июля — 11 декабря 1834;
- кардинал Каструччо Кастракане дельи Антельминелли — 11 декабря 1834 — 13 ноября 1839;
- кардинал Габриэле Ферретти — 14 марта 1843 — 11 декабря 1846;
- кардинал Чарльз Актон — 21 декабря 1846 — 2 мая 1847;
- кардинал Фабио Мария Асквини — 2 мая 1847 — 8 мая 1863;
- кардинал Антонио Мария Панебьянко, O.F.M. Conv. — 23 апреля 1863 — 17 января 1867;
- кардинал Джузеппе Андреа Бидзарри — 17 января 1867 — 31 августа 1872;
- кардинал Лоренцо Барили — 6 сентября 1872 — 8 марта 1875;
- кардинал Инноченцо Феррьери — 31 марта 1875 по 1 июля 1876;
- кардинал Луиджи Бильо, B. — 1 июля — 20 декабря 1876;
- кардинал Луиджи Орелья ди Санто Стефано — 23 сентября 1876 по 27 марта 1885;
- кардинал Иоганн Баптист Францелин, S.J. — 28 марта 1885 — 11 декабря 1886;
- кардинал Томмазо Мария Дзильяра, O.P. — 16 декабря 1886 — 28 октября 1887;
- кардинал Гаэтано Алоизи Мазелла — 16 ноября 1887 — 13 февраля 1888;
- кардинал Серафино Ваннутелли — 13 февраля 1888 по 14 марта 1889;
- кардинал Карло Кристофори — 14 марта 1889 — 30 января 1891;
- кардинал Джузеппе Д’Аннибале — 30 января 1891 — 27 июля 1892;
- кардинал Луиджи Сепьяччи, O.E.S.A. — 1 августа 1892 — 26 апреля 1893;
- кардинал Иньяцио Персико — 30 мая 1893 — 7 декабря 1895;
- кардинал Андреас Штайнхубер — 12 декабря 1895 — 1 октября 1896;
- кардинал Джироламо Мария Готти — 1 декабря 1896 — 20 ноября 1899;
- кардинал Доменико Феррата — 20 ноября 1899 — 23 октября 1900;
- кардинал Серафино Кретони — 23 октября 1900 — 7 января 1903;
- кардинал Луиджи Трипепи — 7 января 1903 — 29 декабря 1906.